# Danièle Gégauff
Pour les articles homonymes, voir Gégauff.
Danièle Gégauff (née Danièle Rosencranz) est une comédienne et productrice exécutive française, née le 3 juillet 1939 à Paris et morte le 29 novembre 2007 à Lardy. Elle a été l'épouse du scénariste, acteur et écrivain Paul Gégauff, connu pour avoir écrit les premiers films de Claude Chabrol.
Elle incarne Esther dans le film Une partie de plaisir de Claude Chabrol. Elle joue avec son mari de l'époque Paul Gégauff. Danièle Gégauff a été par la suite la productrice exécutive du producteur Stéphane Tchalgadjieff.

## Filmographie

### Actrice
- 1981 : Merry-Go-Round de Jacques Rivette.
- 1980 : Une femme au bout de la nuit de Daniel Daert
- 1976 : Noroît de Jacques Rivette
- 1975 : Une partie de plaisir de Claude Chabrol

### Productrice
- 2004 :  Eros de Michelangelo Antonioni (segment Le Périlleux enchaînement des choses) (sous le nom de Danielle Rosencranz)
- 2003 : Le Chien, le Général et les Oiseaux de Francis Nielsen (film d'animation).
- 1995 : Par-delà les nuages de Michelangelo Antonioni (sous le nom de Danielle Gégauff Rosencranz) .
- 1977 : Aida de Pierre Jourdan.
- 1977 : Baxter, Vera Baxter de Marguerite Duras
- 1971 : Out 1, noli me tangere de Jacques Rivette